# 巴黎士多集团
巴黎士多集团（英語：Paris Store）是一家法国超市集团。

## 历史
1977年由法国华人郑辉在法国巴黎创建一家杂货店，1983年位于巴黎十三区的第一家巴黎士多超级市场开业，紧邻另一家亚洲超市陈氏兄弟集团。后陆续在里昂、斯特拉斯堡、图卢兹、马赛和蒙贝利亚等地开设分店。